# بستان (أبشور)
بستان (بالفارسية: بستان) هي قرية تقع في إيران في ناحية فورغ.